# Minamoto no Makoto
Mivel japán név, a Minamoto a családnév.

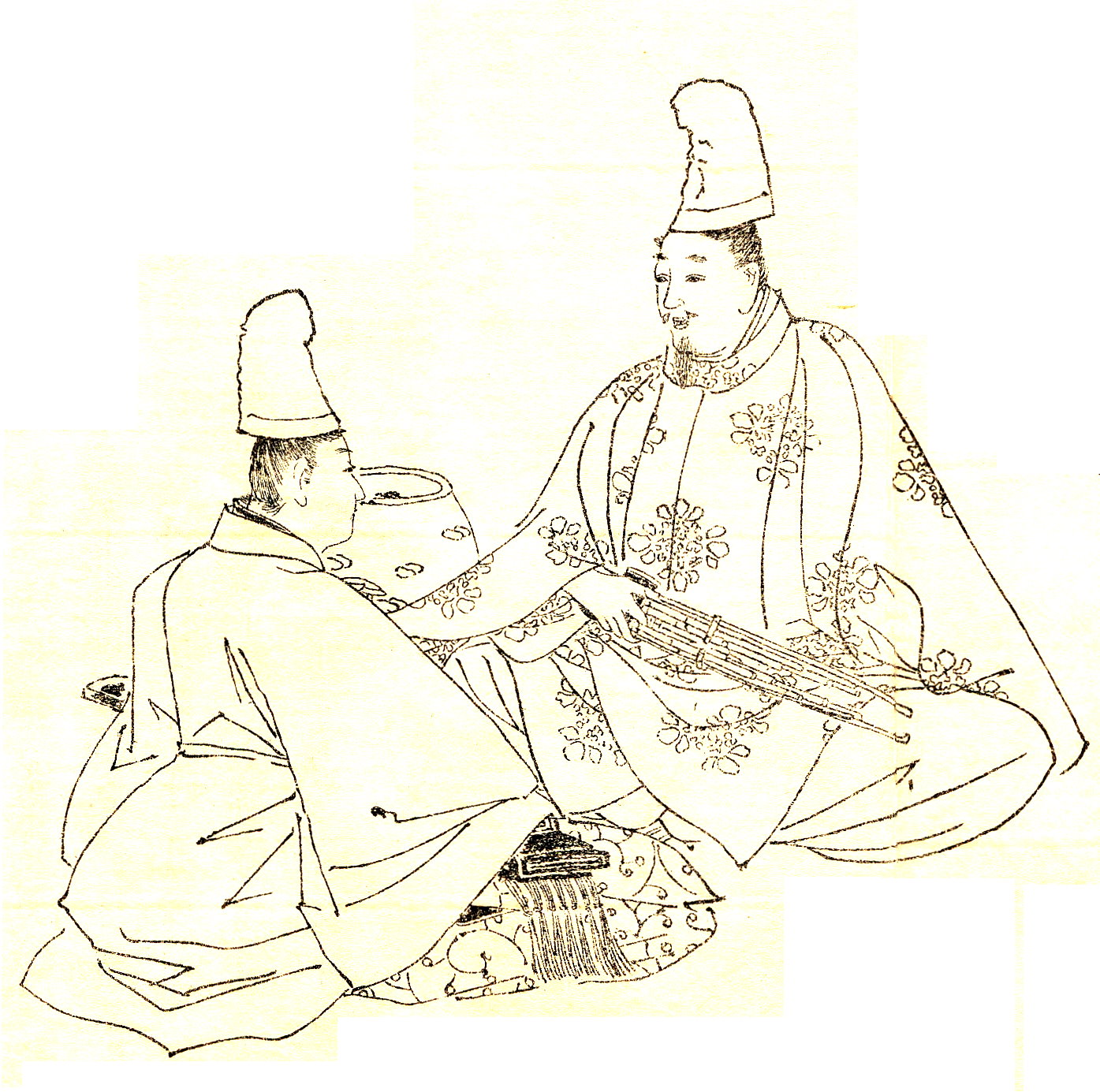
MInamoto no Makoto testvérével, Kikucsi Jószai ábrázolásában

Minamoto no Makoto (源 信, 810 – 868, február 13) a japán császári ház hetedik fia volt, és elsőként kapta a Minamoto nevet udvaroncként. Kezdetben számos, nem rokonságban álló udvaroncok tiszteletbeli neveket kaptak különböző császároktól, így a Minamoto klán egy integrált kláncsaláddá nőtte ki magát, és ezzel lett a japán történelem egyik legerősebbje és legfontosabbja.
Makoto, aki Kitabe-daidzsin-ként is ismert volt, Nimjó császár, Minamoto no Tokiva és Minamato no Tóru testvére volt. a „Minamoto” nevet 814-ben kapta.
Élete vége fele, 866-ban, a császári palota főkapuja (Ótemmon) tűz martalékává vált; ezt a Heian korszak udvari viszályainak egyik leghíresebb eseménye követte, Makotót a politikai riválisa, Tomo no Josio azzal vádolta, hogy ő gyújtotta tüzet. Ez az esemény Ótenmon Összeesküvésként (応天門の変, Ōtemmon no Hen) vált ismertté; az erős bírósági kapcsolatainak segítségével, Makoto sikeresen meggyőzött mindenkit ártatlanságáról. Később kiderült, hogy maga Ban Tomo volt az, aki a tüzet gyújtotta.

## Fordítás
Ez a szócikk részben vagy egészben  a   Minamoto no Makoto című angol Wikipédia-szócikk ezen változatának fordításán alapul.  Az eredeti cikk szerkesztőit annak laptörténete sorolja fel. Ez a jelzés csupán a megfogalmazás eredetét és a szerzői jogokat jelzi, nem szolgál a cikkben szereplő információk forrásmegjelöléseként.

## Lásd még
- Gensin - egy nem hozzá tartozó X. századi szerzetes; a neve ugyanazokat a karakterek tartalmazza, mint Minamoto no Makotónak (源信)